# موشندورف
موشندورف (به آلمانی: Moschendorf) یک منطقهٔ مسکونی در اتریش است که در ناحیه گوسینگ واقع شده‌است. موشندورف ۴۲۹ نفر جمعیت دارد.